# Kushtrim Lushtaku
Kushtrim Lushtaku, född 8 oktober 1989 i Skënderaj, SFR Jugoslavien (nuvarande Kosovo), är en kosovoalbansk fotbollsspelare som bland annat spelat för Örebro SK.

## Karriär
Lushtaku föddes i Skënderaj, SFR Jugoslavien men är uppvuxen i Heilbronn, Tyskland. Han började som ungdomsspelare i TG Offenau. Efter fyra år där, gick han till FSV Bad Friedrichshall sommaren 1998 där han blev kvar endast ett år. I juli 1999 blev klubbadressen VFR Heilbronn och två år senare hörde han till stadsrivalen FC Heilbronn. Här spelade han i fem år innan han gick till GTS Backnang 1919 sommaren 2006.
Efter två framgångsrika år i Backnang tecknade Lushtaku sitt första proffskontrakt när han skrev på för KF Drenica i den nybildade Kosovar Superliga i sitt födelseland. Under sin första säsong i klubben spelade han 25 matcher, gjorde nio mål och femton assist. Sommaren 2009 lämnade han Drenica och tecknat ett fyraårigt avtal med TSV 1860 München. 
Den 1 mars 2011 skrev Lushtaku på för det allsvenska laget Örebro SK. Sommaren 2012 kom han dock överens med klubben om att bryta kontraktet i förtid.